# Eugeniusz Wciślicki
Eugeniusz Wciślicki (ur. 22 października 1915, zm. 24 grudnia 1966) – oficer Polskiej Marynarki Wojennej i Royal Navy, podczas II wojny światowej między innymi dowódca ścigacza ORP S-2, odznaczony Orderem Virtuti Militari.

## Życiorys
Eugeniusz Wciślicki ukończył Szkołę Podchorążych Marynarki Wojennej w 1938 roku, z drugą lokatą. Promowany do stopnia podporucznika marynarki służył początkowo w Kadrze Floty w Gdyni a od marca 1939 roku jako oficer wachtowy na ORP „Burza”. Wykonując plan Peking trafił na jej pokładzie do Wielkiej Brytanii i uczestniczył w pierwszych akcjach u boku Royal Navy, w tym ratowaniu załogi poderwanego na minie niszczyciela HMS „Gipsy” 21 listopada 1939 roku. Od 4 grudnia został skierowany na kurs podsłuchowy, zaś od 23 tegoż miesiąca był w dyspozycji dowódcy okrętu-bazy ORP „Gdynia”. Od kwietnia do czerwca 1940 roku był kierownikiem kursu podsłuchowego w Szkole Sygnalistów Morskich, następnie przeszedł do Kadry Floty jako dowódca plutonu.
19 lipca 1940 roku został mianowany dowódcą ścigacza S-2. 3 maja 1941 roku został awansowany do stopnia porucznika. 12 lutego 1942 roku uczestniczył w akcji przeciwko przedzierającym się przez La Manche niemieckim ciężkim okrętom (operacja Cerberus). Jego najsłynniejszą akcją była samotna nocna walka z sześcioma niemieckimi Schnellbootami w nocy z 21 na 22 czerwca 1942 roku. Podczas patrolu w rejonie wybrzeża francuskiego polski ścigacz natknął się na sześć jednostek przeciwnika, przygotowujących się do ataku na brytyjski konwój przybrzeżny. Polacy otworzyli w ciemnościach ogień, wprowadzając chaos w szyku S-Bootów, które, tracąc atut zaskoczenia, musiały zrezygnować z akcji. Walka ta, przedstawiona w raportach polskich i brytyjskich jako taktyczne zwycięstwo przy przewadze nieprzyjaciela, przyniosła porucznikowi Wciślickiemu odznaczenie Krzyżem Srebrnym Virtuti Militari oraz Distinguished Service Cross.
Od 26 listopada 1941 roku pełnił równolegle obowiązki dowódcy Grupy Ścigaczy PMW. 5 października 1942 roku objął dowództwo ścigacza S-1, z którego zszedł w styczniu następnego roku, delegowany na kurs oficerów sygnalizacyjnych. 7 czerwca 1943 roku został oficerem sygnalizacyjnym krążownika ORP „Dragon”. Na jego pokładzie awansował do stopnia kapitana, uczestniczył w lądowaniu w Normandii i przeżył zniszczenie okrętu przez żywą torpedę 8 lipca 1944 roku. Po powrocie do Wielkiej Brytanii ponownie objął dowództwo Grupy Ścigaczy, zaś w listopadzie 1944 roku wszedł w skład załogi krążownika ORP „Conrad”. Później pełnił funkcję oficera sygnalizacyjnego floty i kierownika kursu oficerów sygnalizacyjnych w Devonport.
Po demobilizacji skorzystał z otwartej w 1948 roku możliwości wstąpienia do Royal Navy. Osiągnął w niej stopień komandora (Captain). W tym czasie zmienił nazwisko na Wciślicki-Westlake. Po odejściu ze służby pozostał w Wielkiej Brytanii. Zmarł nagle w 1966 roku i został pochowany na cmentarzu w Haywards Heath. Poza Orderem Virtuti Militari był odznaczony również Krzyżem Walecznych i czterokrotnie Medalem Morskim. Jego młodszy brat, Wacław (1919–1989), również był oficerem PMW, służył między innymi na HMS „Rodney” podczas pościgu za „Bismarckiem”, ORP „Piorun” i „Krakowiak”.